# Госсес-Блафф
Госсес-Блафф — ударный кратер в центральной части Австралии (Северная территория). Образовался в результате падения метеорита около 130 млн лет назад.

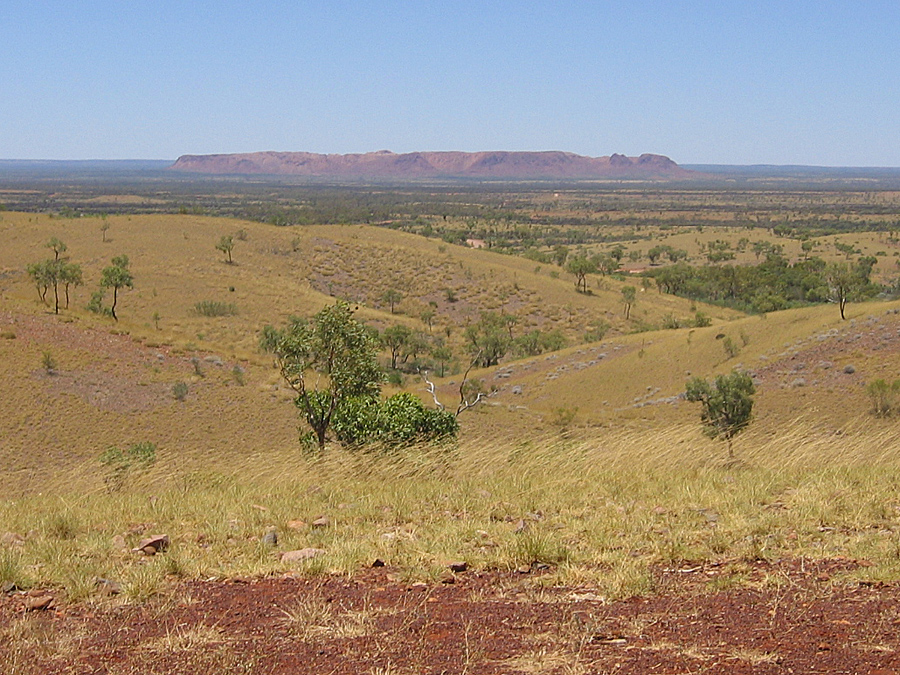
Вид кратера с северной стороны с расстояния около 30 км

Имеет вид горного кольца диаметром 22 километра. Сложен горными породами, размельчёнными при метеоритном ударе. Последующие геологические процессы деформировали кратер. Изучение строения земной коры в этом районе проводилось методами сейсмической разведки. На основании полученных данных было вычислено, что во время удара метеорита Госсес Блафф о землю выделилась энергия 1020 Дж. Диаметр воронки составляет 4 километра. На языке местных жителей он называется Tnorala, то есть «Дьявольская скала огненной поступи солнца».